# Oblężenie

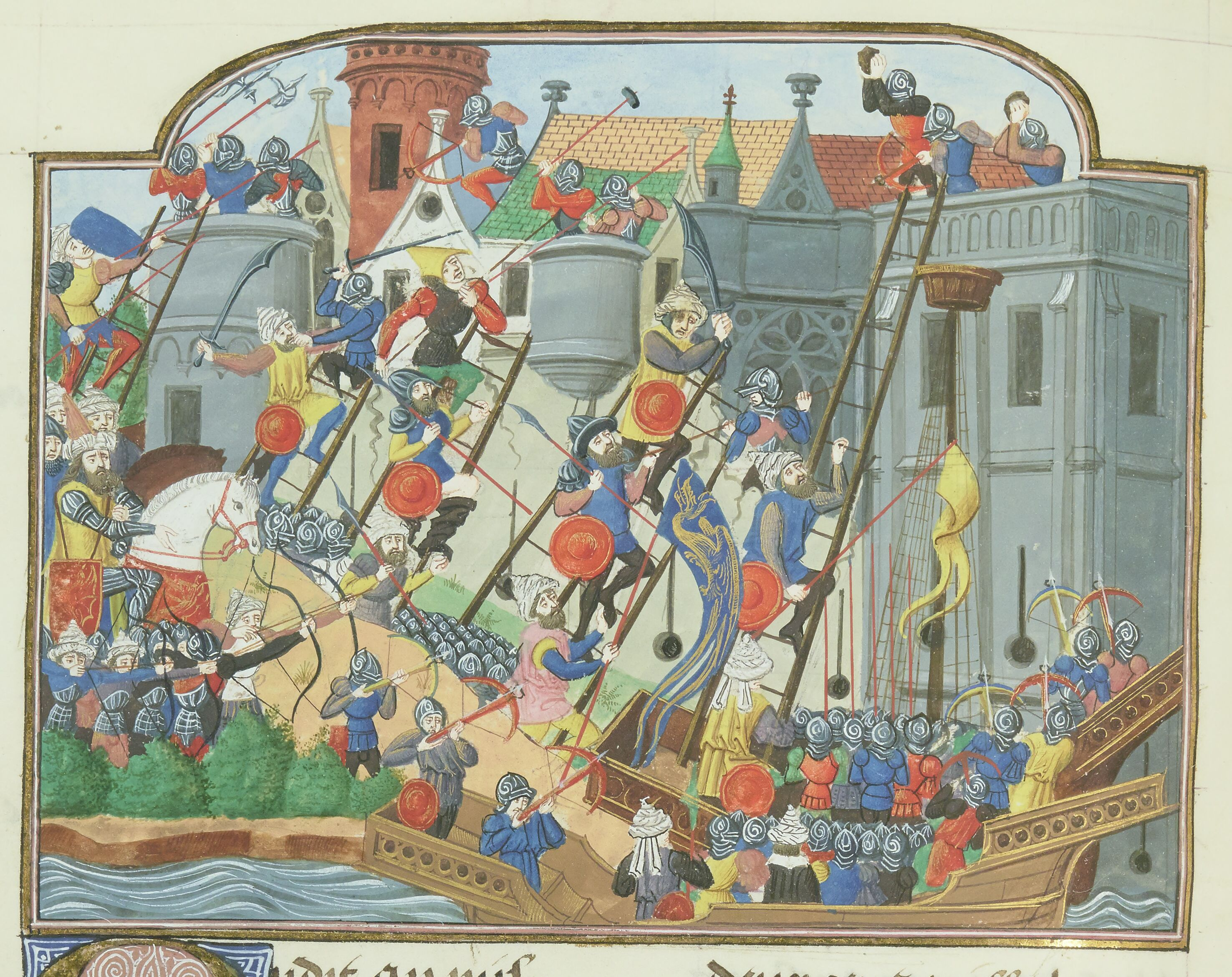
Oblężenie Konstantynopola w XV wieku przez wojska tureckie

Oblężenie – odcięcie miasta, twierdzy, regionu, części kraju lub innego obiektu posiadającego załogę wojskową, od głównych sił oraz źródeł zaopatrzenia, zarówno w sprzęt i siły wojskowe, jak i żywność i inne potrzebne do życia artykuły. Oblężenie polega na otoczeniu takiego obiektu pierścieniem wojsk i blokadzie prób zarówno opuszczenia go, jak i wsparcia z zewnątrz. 
Celem oblężenia jest osłabienie zdolności militarnej do obrony takiego obiektu na skutek wyczerpywania się zapasów przy braku dostaw, a następnie skłonienie broniącej go załogi do poddania się. Jako sposób prowadzenia wojen straciło na znaczeniu po wprowadzeniu do techniki wojskowej lotnictwa, nadal jednak bywa stosowane.

## Cyrkumwalacja i kontrwalacja

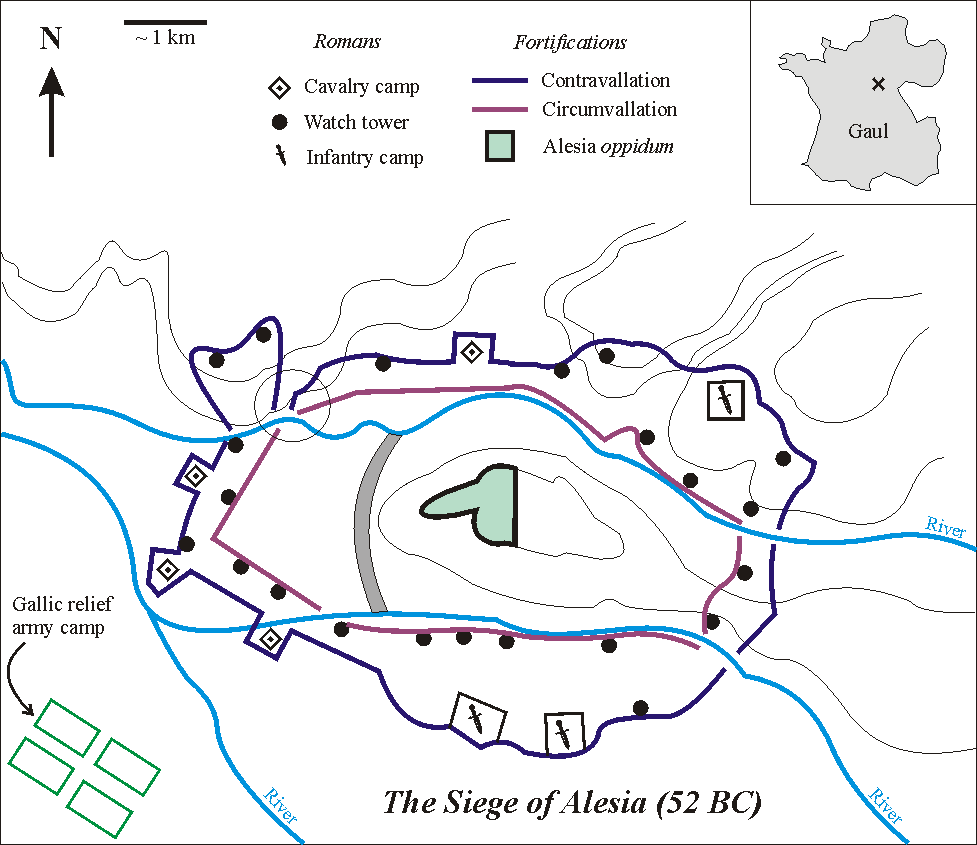
Oblężenie Alezji:
linia granatowa – pas fortyfikacji kontrwalacyjnych;
linia fioletowa – pas fortyfikacji cyrkumwalacyjnych;
błękitne – oblegane oppidum

W regularnym oblężeniu, do XIX w. otaczano czasem obleganą pozycję pełną linią fortyfikacyjną tzw. cyrkumwalacyjną zabezpieczającą atakujących przed wypadem obrońców. Wokół tej linii wznoszono kolejne fortyfikacje, tzw. kontrwalacyjne, zwrócone na zewnątrz, chroniące atakujących przed oddziałami, które chciałyby przyjść obleganym z pomocą.